# Giro de Italia Next Gen
Giro de Italia Next Gen (también conocido como Baby Giro o Girobio) es una carrera ciclista por etapas de ciclismo en ruta que se lleva a cabo en Italia, en el mes de junio. Como su nombre indica es considerada la versión sub-23 del Giro de Italia.
Creada en 1970 y hasta 2005 fue una carrera amateur, por ello la mayoría de ganadores han sido italianos. Desde la creación de los Circuitos Continentales UCI en el 2005 hasta el 2012 formaba parte del circuito profesional del UCI Europe Tour dentro de la categoría 2.2 (última categoría del profesionalismo). A pesar de ello la mayoría de corredores participantes desde dicha fecha han sido ciclistas amateurs menores de 25 años, salvo algunos ciclistas neoprofesionales de equipos Continentales. En el año 2012 la carrera fue suspendida por motivos económicos, hasta que en el año 2017 se reanudó la carrera, después de cuatro años de no realizarse y desde entonces es una competencia para ciclistas menores de 23 años.
En la actualidad es la carrera más importante del calendario italiano para ciclistas sub-23 dentro de la categoría 2.2U de los Circuitos Continentales UCI (última categoría del profesionalismo sub-23 para corredores menores de 23 años).
La carrera ha sido importante porque ha tenido en su lista de ganadores algunos ciclistas de renombre como Francesco Moser, Marco Pantani, Gilberto Simoni, Leonardo Piepoli y Danilo Di Luca.

## Palmarés
| Año                                               | Ganador                  | Segundo                    | Tercero             |
| ------------------------------------------------- | ------------------------ | -------------------------- | ------------------- |
| ediciones amateur                                 |                          |                            |                     |
| 1970                                              | Giancarlo Bellini        | Armando Topi               | Mario Giaccone      |
| 1971                                              | Francesco Moser          | Giuseppe Perletto          | Jean-Pierre Guitard |
| 1972                                              | Giovanni Battaglin       | Walter Riccomi             | Giampaolo Flamini   |
| 1973                                              | Gianbattista Baronchelli | Giovanni Martella          | Bernard Bourreau    |
| 1974                                              | Leone Pizzini            | Gonzalo Marín              | Norberto Cáceres    |
| 1975                                              | Ruggero Gialdini         | Amilcare Sgalbazzi         | Franco Conti        |
| 1976                                              | Franco Conti             | Roberto Ceruti             | Giovanni Fedrigo    |
| 1977                                              | Claudio Corti            | Alf Segersäll              | Luciano Donati      |
| 1978                                              | Fausto Stiz              | Alessandro Pozzi           | Giovanni Fedrigo    |
| 1979                                              | Alf Segersäll            | Fiorenzo Aliverti          | Giovanni Fedrigo    |
| 1980                                              | Giovanni Fedrigo         | Alessandro Paganessi       | Emanuele Bombini    |
| 1981                                              | Sergei Woronin           | Serguei Kadatski           | Giovanni Fedrigo    |
| 1982                                              | Francesco Cesarini       | Carlos Julio Siachoque     | Roberto Cugole      |
| 1983                                              | Vladimir Volochin        | Federico Longo             | Wiktor Demidenko    |
| 1984                                              | Piotr Ugriúmov           | Sergei Gavrilko            | Stefano Colagè      |
| 1985                                              | Sergei Uslamin           | Luděk Štyks                | Gianni Bugno        |
| 1986                                              | Alexandr Krasnov         | Massimo Podenzana          | Stefano Bianchini   |
| 1987 edición no realizada                         |                          |                            |                     |
| 1988                                              | Dmitri Konyschew         | Vladímir Pulnikov          | Piotr Ugriúmov      |
| 1989                                              | Andrei Teteriouk         | Stefano Zanini             | Stefano Cattai      |
| 1990                                              | Wladimir Belli           | Ivan Gotti                 | Marco Pantani       |
| 1991                                              | Francesco Casagrande     | Marco Pantani              | Giuseppe Guerini    |
| 1992                                              | Marco Pantani            | Vincenzo Galati            | Andrea Noè          |
| 1993                                              | Gilberto Simoni          | Marco Milesi               | Michele Poser       |
| 1994                                              | Leonardo Piepoli         | Ruggero Borghi             | Francesco Secchiari |
| 1995                                              | Giuseppe Di Grande       | Daniele Sgnaolin           | Marco Fincato       |
| 1996                                              | Roberto Sgambelluri      | Filippo Baldo              | Oscar Mason         |
| 1997                                              | Oscar Mason              | Filippo Baldo              | Ruslan Ivanov       |
| 1998                                              | Danilo Di Luca           | Massimo Cigana             | Paolo Tiralongo     |
| 1999                                              | Tadej Valjavec           | Angelo Lopeboselli         | Fabio Marchesin     |
| 2000                                              | Raffaele Ferrara         | Franco Pellizotti          | Renzo Mazzoleni     |
| 2001                                              | Davide Frattini          | Andris Reiss               | Denis Bondarenko    |
| 2002                                              | Giuseppe Muraglia        | Joseba Albizu              | Scott Davis         |
| 2003                                              | Dainius Kairelis         | Paolo Bailetti             | Daniele Masolino    |
| 2004                                              | Marco Marzano            | Alessandro Bertuola        | Domenico Pozzovivo  |
| 2005 edición no realizada ediciones profesionales |                          |                            |                     |
| 2006                                              | Dario Cataldo            | Dmitro Grabovski           | Matthew Lloyd       |
| 2007-2008 ediciones no realizadas                 |                          |                            |                     |
| 2009                                              | Cayetano Sarmiento       | Manuele Caddeo             | Peter Kennaugh      |
| 2010                                              | Carlos Betancur          | Edward Beltrán             | Antonio Santoro     |
| 2011                                              | Mattia Cattaneo          | Winner Anacona             | Stefano Agostini    |
| 2012                                              | Joe Dombrowski           | Fabio Aru                  | Pierre-Paolo Penasa |
| 2013-2016 ediciones no realizadas                 |                          |                            |                     |
| 2017                                              | Pavel Sivakov            | Lucas Hamilton             | Jai Hindley         |
| 2018                                              | Aleksandr Vlásov         | João Almeida               | Robert Stannard     |
| 2019                                              | Andrés Camilo Ardila     | Einer Rubio                | Juan Diego Alba     |
| 2020                                              | Thomas Pidcock           | Henri Vandenabeele         | Kevin Colleoni      |
| 2021                                              | Juan Ayuso               | Tobias Halland Johannessen | Henri Vandenabeele  |
| 2022                                              | Leo Hayter               | Lennert Van Eetvelt        | Lenny Martinez      |
| 2023                                              | Johannes Staune-Mittet   | Darren Rafferty            | Hannes Wilksch      |
| 2024                                              | Jarno Widar              | Pablo Torres Arias         | Pau Martí           |
| 2025                                              |                          |                            |                     |

## Palmarés por países
| País            | Victorias |
| --------------- | --------- |
| Italia          | 25        |
| Unión Soviética | 7         |
| Colombia        | 3         |
| Rusia           | 2         |
| Reino Unido     | 2         |
| Eslovenia       | 2         |
| Suiza           | 1         |
| Suecia          | 1         |
| Lituania        | 1         |
| Estados Unidos  | 1         |
| España          | 1         |
| Noruega         | 1         |
| Bélgica         | 1         |